# Dioslepague
Dioslepague fue una banda de rock venezolana formada en Mérida en 1996, conformada por Andrés Astorga, Carlos Imperatori, Jonathan Bellomo, Yunior Lobo y Andrés Sosa.

## Historia
Dioslepague formó parte del movimiento Los Andes Electrónicos. En 1999 publicaron su primer álbum, Música para los apóstoles madres, coproducido por Cayayo Troconis (Sentimiento Muerto y Dermis Tatú) meses antes de su deceso junto a Sebastián Araujo, y publicado con el sello que fundó Astorga con Troconis, Infeliz Records.
El último álbum de la banda, Bronceador, fue grabado en los estudios AnideSonido de Caracas. Contó con una sección de vientos de la banda Fauna Crepuscular. Fue masterizado por Alan Douches, colaborador de Fleetwood Mac, y publicado en 2003. Fue nominado en 2004 a Mejor disco en los premios Venezuela Pop y Rock.
La música de la banda fue subida ilegalmente a Spotify y en iTunes por terceros y su identidad suplantada hasta 2019, cuando la banda recuperó el poder sobre su catálogo.

## Estilo musical
La banda abarcó géneros como el rock, el post-punk, el funk, el bossa nova y el house, así como otros géneros de música electrónica.

## Influencia posterior
Dioslepague es considerada una banda de culto y parte del legado de la música rock emeritense.

## Miembros
- Andrés Astorga: voz, guitarra
- Carlos Imperatori: voz, teclados
- Jonathan Bellomo: bajo
- Yunior Lobo: batería
- Andrés Sosa

## Discografía
- Música para los apóstoles madres (1999)
- Venus Mixes (2001)
- Bronceador (2003)